# Повстання на Філіппінах
Повста́ння на Філіппі́нах — термін застосовується до конфліктів між повстанськими угрупуваннями і урядом Філіппін. Хоча повстанські організації існували до 1960-х років, заколот стався у 1969.
Комуністична партія вперше виникла на Філіппінах в 1932 — Partido Komunista ng Pilipinas (Комуністична партія Філіппін). У 1948, після Другої світової війни, кілька повстанських груп розпочало повстання Хукбалахап, збройну боротьбу проти філіппінського уряду і його прихильників. Організація була реформована в 1968, Нова Народна Армія (ННА) була створена в 1969. ННА веде бойові дії на островах Лусон, Самар, Лейте, Автономний регіон у Мусульманському Мінданао, Суригао і Агусан. З 1960-х років, війна з ННА призвела до 40.000 смертей в конфлікті.
Між 1960 і 1980, були утворені сепаратистські організації Фронт національного визволення Моро й Ісламський визвольний фронт моро (ІФВМ). Ці організації активні головним чином на островах Мінданао, Палаван, архіпелаг Сулу й інших сусідніх островах та вели боротьбу з 1960 року. У 2000, президент Джозеф Естрада оголосив тотальну війну проти ІФВМ і після важких боїв, 56 військових табори у тому числі штаб-квартира ІФВМ — Табор Абу-Бакар були знищені. Хашим Саламат втік з країни і знайшов притулок в Малайзії. 10 липня, 2000, урядові війська підняли Філіппінський прапор на острові Мінданао.
Ісламістські угруповання Абу Сайяф і рух Раджа Сулейман, мають підтримку від Джемаа ісламія і Аль-Каїда. З 2001, уряд Філіппін і США визначили цей заколот у рамках війни з тероризмом і американської військової операції — Непохитна свобода — Філіппіни, заснованої на підтримці філіппінського уряду в боротьбі з повстанцями.